# Verkondigingskathedraal (Alexandrië)

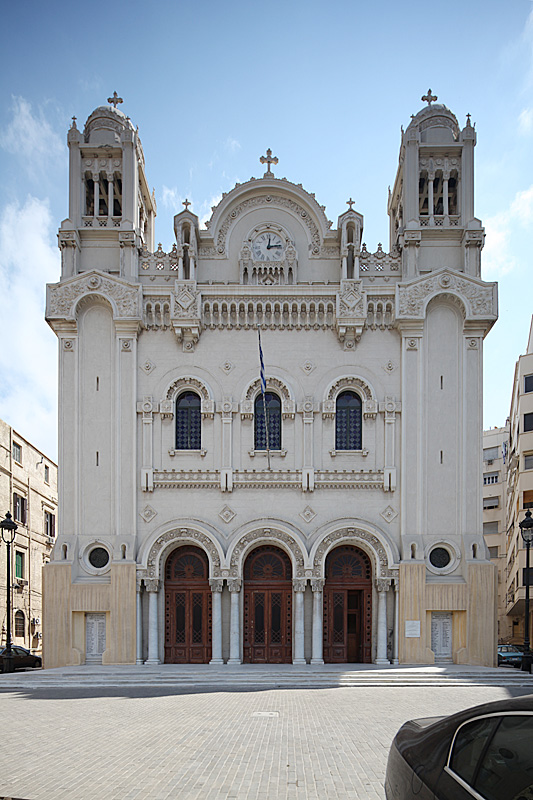
Verkondigingskathedraal van Alexandrië

De Verkondigingskathedraal (Grieks: Ιερός Ναός Ευαγγελισμού της Θεοτόκου) in Alexandrië is een kathedraal van de Griekse gemeenschap aldaar. Ze behoort tot het Grieks-orthodox patriarchaat van Alexandrië en geheel Afrika. De kathedraal werd tussen 1847 en 1856 in negen jaar tijd gebouwd en op 25 maart 1856 door patriarch Hiërotheus II van Alexandrië (1847–1858) ingewijd. De locatie van de kathedraal is in de omgeving van het Tahrirplein.
De kathedraal is van binnen 41,8 m lang, 23,6 m breed en 32,4 m hoog. Het totale oppervlakte bedraagt 1.1155,23 vierkante meter. Het ontwerp voor de kathedraal wordt toegeschreven aan de architect Ermetes Pierotis. Volgens de auteur Donald M. Reid zou de Italiaan Luigi Storari de bouwtekeningen hebben geleverd wat te zien is aan de meer neogotische dan neo-Byzantijnse stijl van het gebouw.
De marmeren iconostase, de patriarchale troon, de sedilia en de ambo zijn het werk van Iakovos Varoutis uit Constantinopel. De deuren, ramen, banken, baldakijnen en ander houtsnijwerk zijn ontworpen door George Philippidis. De vergulder van de iconostase, de troon en de ambo was Michael Larozas. De vergulders van het schip waren de broers Iordanou. De iconen kwamen zowel uit Egypte als uit Constantinopel, de ramen uit Parijs, de klok uit Londen (van Frederick Dent) en de kroonluchters uit Rusland.
Van 2002 tot 2004 werd de kathedraal gerestaureerd, gefinancierd door de Alexandros S. Onassis Foundation. De kathedraal werd op 2 april 2006 opnieuw ingewijd door de patriarch Theodorus II van Alexandrië in oecumenische samenwerking met de patriarch Bartholomeus I van Constantinopel en in aanwezigheid van de Griekse president Karolos Papoulias.

## Afbeeldingen

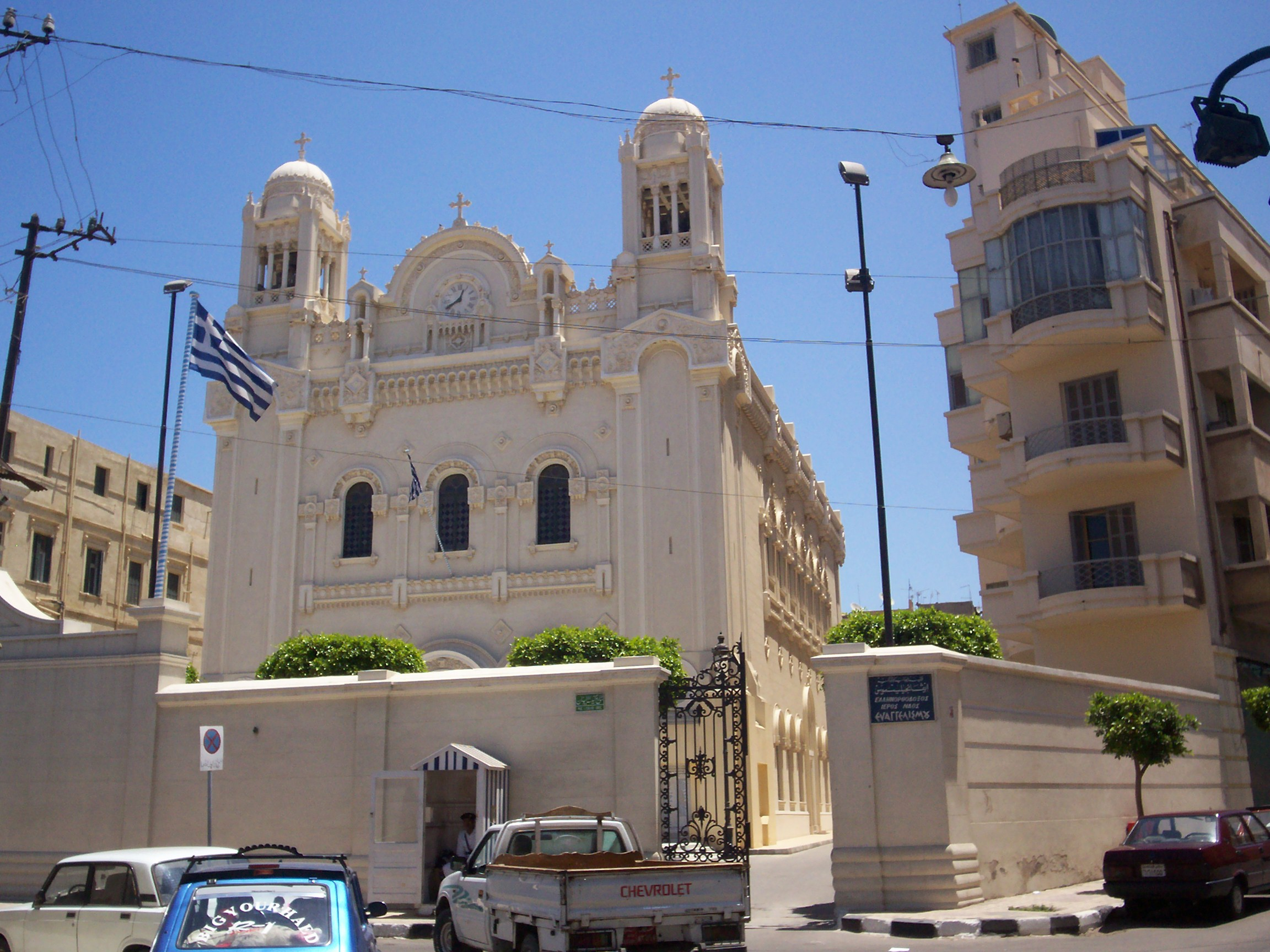
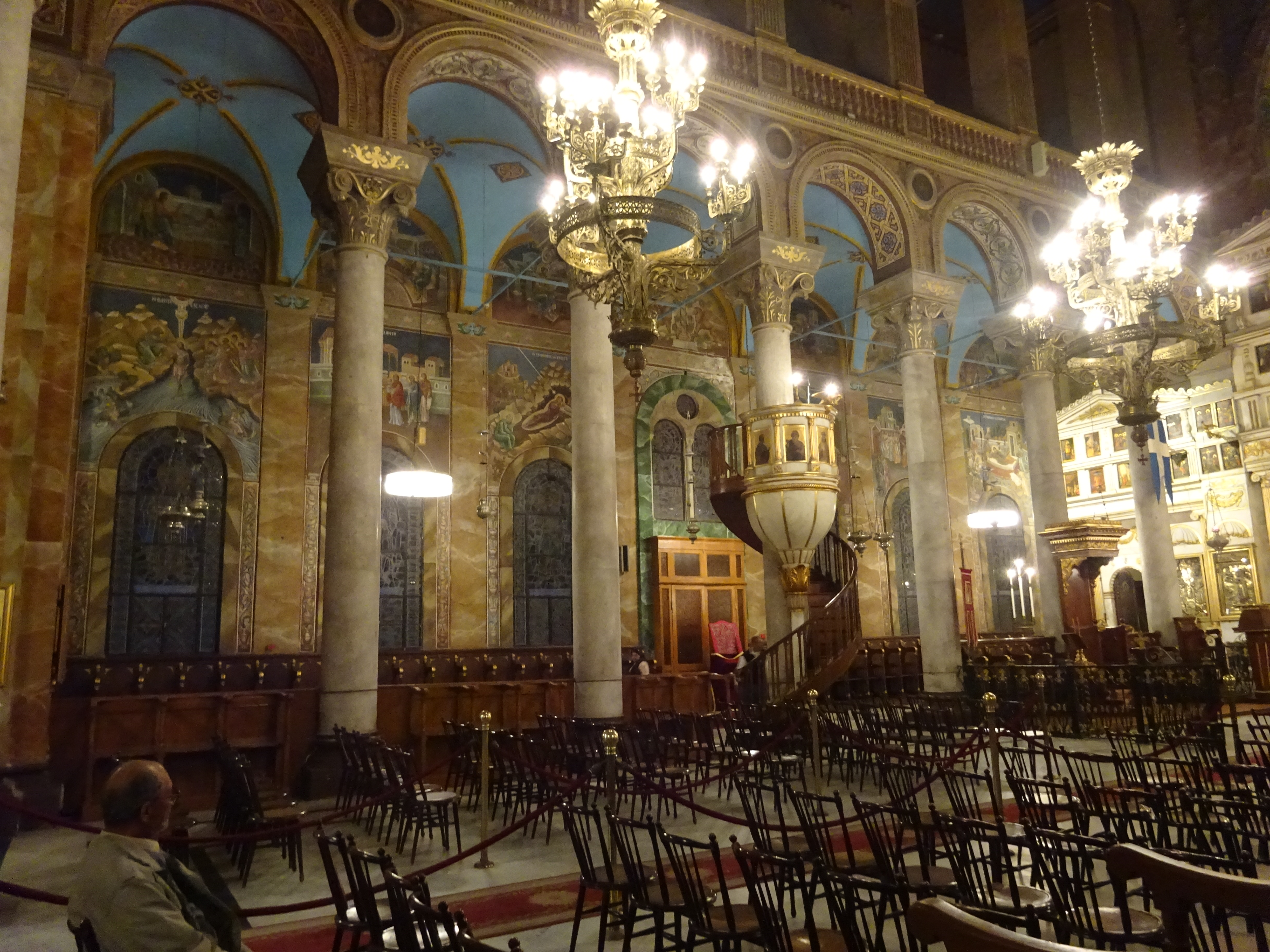
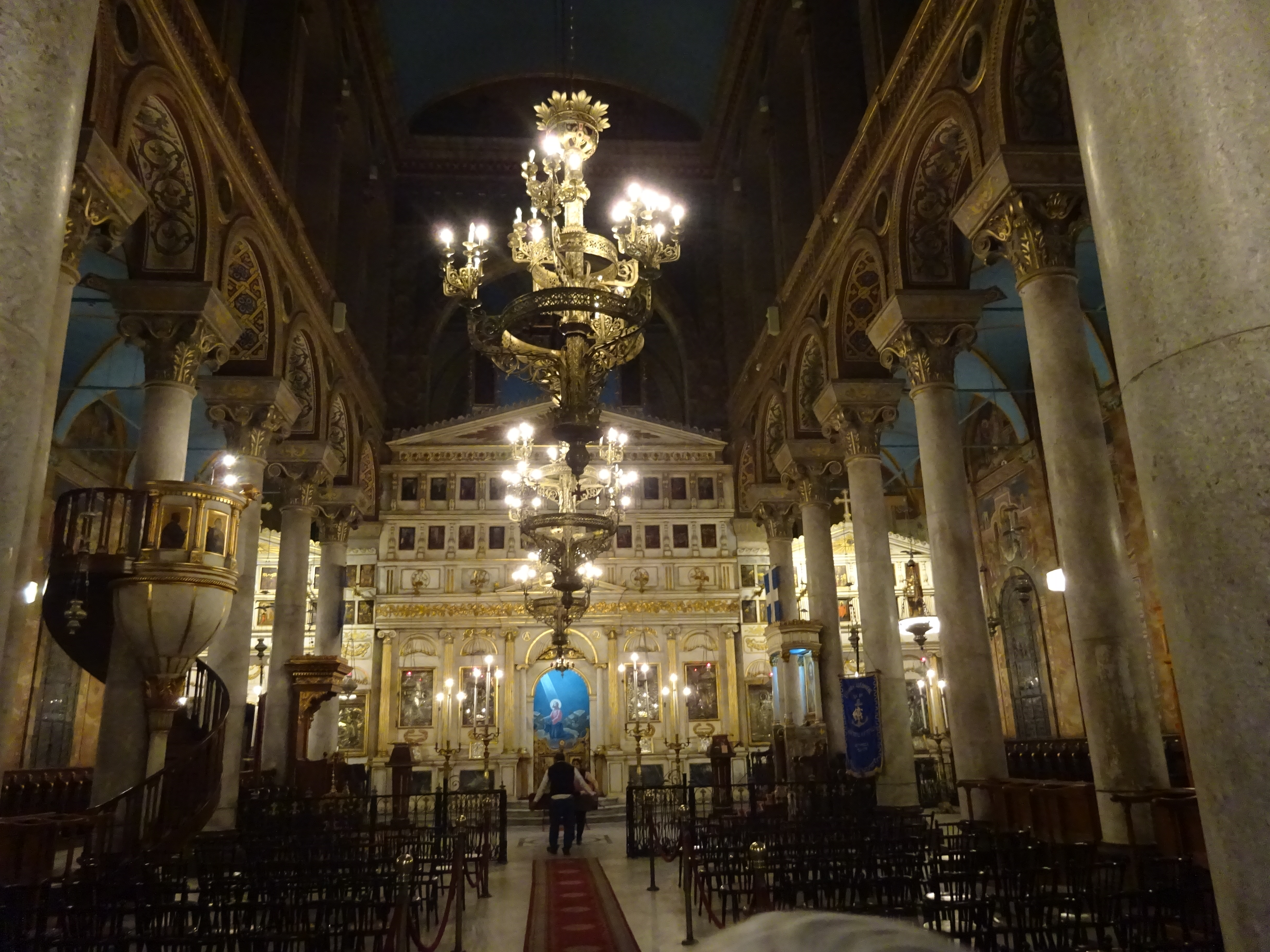